# Osmín Aguirre y Salinas
Osmín Aguirre y Salinas (San Miguel, 25 de dezembro de 1889 - San Salvador, 17 de julho de 1977) foi um militar salvadorenho, membro do diretório cívico de 2 e 4 de dezembro de 1931 e presidente interino de El Salvador de 21 de outubro de 1944 até 1 de março de 1945.

## Informações gerais
O coronel Osmín Aguirre y Salinas nasceu em San Miguel no dia de natal, em 25 de dezembro de 1889 e faleceu quando era levado a um hospital militar, assassinado a tiros em 17 de julho de 1977, em frente a sua residência, localizada na 15 calle oriente, número 117, na capital salvadorenha. Faleceu aos 87 anos de idade.

## Ascensão ao poder
Em 2 de dezembro de 1931, o governo do presidente Arturo Araujo foi derrubado por oficiais do exército e por alguns civis. Neste efêmero diretório cívico, Osmín Aguirre y Salinas tomou parte do Ministério da Guerra; tal diretório entregou o comando da nação ao então vice-presidente Maximiliano Hernández Martínez. Atuou como diretor da guarda nacional durante o mandato de Martínez. Segundo o historiador Thomas Anderson, Osmín Aguirre tinha em seu poder informações sobre o levante popular de 1932, como dados sobre a prisão do comunista Agustin Farabundo Martí.
Logo depois do mandato provisório do presidente Andrés Ignacio Menéndez, que assumiu após a renúncia de Maximiliano Hernández Martínez, Aguirre y Salinas ocupou a presidência interina da república.